# Heede (Holstein)
Heede település Németországban, Schleswig-Holstein tartományban. Lakosainak száma 823 fő (2023. december 31.). Heede Langeln (Holstein) és Hemdingen községekkel határos.

## Népesség
A település népességének változása:
| Lakosok száma | 606  | 731  | 735  | 786  | 811  | 823  |
|               | 1975 | 2017 | 2019 | 2021 | 2022 | 2023 |